# Онокентавр

Онокента́вр (лат. onocentaurus, от др.-греч. Ονοκένταυροι) — получеловек-полуосёл в средневековых бестиариях. Схож с древнегреческим мифологическим существом Кентавром (получеловеком-полуконём).

## Интерпретация
Онокентавр сочетает в себе две природы: возвышенную и низменную, животную или бесовскую, олицетворяя собою внутренний конфликт двоедушного человека, помышляющего о добре, но не имеющего сил отступиться от грехов.

## Описание
Первое упоминание связывалось с именем Пифагора и относилось ко времени правления Птолемея II Филадельфа, о чём пишет Клавдий Элиан в «De Natura Animalium». Элиан также использует термин «онокентавра» для именования женского пола. Онокентавр описывался им как имеющий тело, подобное ослиному, пепельного цвета с белизной по бокам. У этого существа человеческая грудь с сосками и человеческое лицо, обрамлённое густыми волосами. Руки использовались не только для захвата и удержания, но также для бега. Онокентавр имеет сильный характер, свободолюбив и не выносит неволи. Также известны изображения онокентавра с боевым луком.

## Упоминание в переводах Библии
Слово «онокентавр» встречается в греческом переводе Библии — Септуагинте, а также в переводах, сверявшихся с ней, в том числе старославянском и латинском. Упоминания онокентавра есть в латинской Вульгате (Книга пророка Исайи 13:22, 34:14), однако в так называемой «Новой Вульгате» 1970-х годов уже отсутствуют.
В русском синодальном переводе Библии это слово (Исаия 34:14) передаётся как «шакал», а в новейших переводах - "ночная птица", "ночное привидение".
В оригинальном тексте Библии это единственное место  упоминания  слова לִילִית lilith "Лилит", переведенное в Септуагинте учеными-раввинами именем персонажа античной демонологии (Онокентавр). При создании Вульгаты в IV—V веках н. э, было использовано слово лат. Lamia, Ламия — род чудовища женского пола.

## Онокентавр в искусстве
- «Онокентавр» (фр. L'Onocentaure) — название аллегорической картины фламандского художника Франса Франкена Второго (1581—1642), находящейся в Музее августинцев в Тулузе[6].
- «Рубиновый онокентавр» (англ. Ruby onocentaur) — ранний сборник стихотворений (1975) английского писателя Джереми Рида[7].